# تس مدجن
تس مدجن (انگلیسی: Tess Madgen؛ زادهٔ ۱۲ اوت ۱۹۹۰) بازیکن بسکتبال زن اهل استرالیا است.
از باشگاه‌هایی که در آن بازی کرده است می‌توان به فینکس مرکوری اشاره کرد.
وی در مسابقات کشوری و بین‌المللی در مجموع برندهٔ ۱ مدال نقره، ۳ مدال برنز شده است.